# Craig Bierko
Craig Philip Bierko (Rye Brook, Nueva York, 18 de agosto de 1964) es un actor de cine, teatro y televisión estadounidense. Es conocido por interpretar el papel de Tom Ryan en la película Scary Movie 4 de 2006, y, también, por interpretar al boxeador Max Baer en la película Cinderella Man, de 2005.

## Vida personal
Craig Bierko nació en Rye Brook, Nueva York, hijo de Pat y Rex Bierko, quien trabajaba en un teatro local. Bierko estudió periodismo en la Universidad de Boston y luego en la Universidad de Northwestern (donde se graduó en 1986). Su madre era judía y se convirtió al catolicismo, criándolo como católico, aunque él ha dicho que está "muy conectado" con su origen judío.
Ha tenido relaciones sentimentales con actrices como Charlize Theron, Gretchen Mol (con quien trabajó en The Thirteenth Floor), Janeane Garofalo y Meg Ryan.

## Carrera
Bierko consiguió su primer papel importante en 1990 junto a Valerie Bertinelli y Matthew Perry en la sitcom de la CBS Sydney, sin embargo la producción duró solo 13 episodios. Continuó haciendo papeles en series de televisión como Amen, Wings y Ally McBeal. Bierko es, quizás, mayormente conocido por sus papeles como Timothy en la película de acción The Long Kiss Goodnight (1996), como el boxeador Max Baer en Cinderella Man, como Tom Ryan en Scary Movie 4 (parodiando a Tom Cruise) y como Harold Hill en la obra de Broadway The Music Man. Además protagonizó The Thirteenth Floor (1999), una película de ciencia ficción en la que hace el papel de Douglas Hall.
Originalmente fue elegido para interpretar a Chandler Bing en la serie Friends, pero rechazó el papel. En televisión tuvo un breve papel como el músico de jazz amante de Carrie Bradshaw (Sarah Jessica Parker) en la cuarta temporada de Sex and the City. Tuvo otro breve papel como el abogado Jeffrey Coho durante la tercera temporada de la serie Boston Legal y como protagonista en la comedia de FOX Unhitched. Además fue contratado para el papel de Dave Lister en el piloto de la versión estadounidense de Enano Rojo, pero no llegaría a convertirse en una serie. Actualmente trabaja en la serie de televisión UnREAL, de la cadena Lifetime.

## Filmografía

### Cine y televisión
- Roomies (serie de televisión 1 episodio; 1987)
- Nuestra casa (serie de televisión- 1 episodio; 1987)
- ABC Afterschool Special (serie de televisión- 1 episodio; 1987)
- Amen (serie de televisión- 1 episodio; 1988)
- Eisenhower and Lutz (serie de televisión- 1 episodio; 1988)
- The Young and the Restless (serie de televisión- 1 episodio; 1989)
- Newhart (serie de televisión- 2 episodio; 1989)
- Paraíso  (serie de televisión- 2 episodio; 1989)
- Sydney (serie de televisión- 13 episodios; 1990)
- Wings (1990)
- Enano Rojo (versión estadounidense; piloto; 1992)
- Danielle Steel's Star (1993)
- The Long Kiss Goodnight (1996)
- 'Til There Was You (1997)
- Sour Grapes (1998)
- Fear and Loathing in Las Vegas (1998)
- The Thirteenth Floor (1999)
- The Suburbans (1999)
- Ally McBeal (2000) (un capítulo)
- Kate & Leopold (2001) (sin acreditar)
- Sex and the City (cuarta temporada; 2002)
- Dickie Roberts: Former Child Star (2003)
- Law & Order: Special Victims Unit (quinta temporada; 2003)
- Cinderella Man (2005)
- Scary Movie 4 (2006)
- Danika (2005)
- For Your Consideration (2006)
- Boston Legal (tercera temporada; 2006)
- Nip/Tuck (serie de televisión, 1 episodio 2007)
- Unhitched (2008)
- Superhero Movie (2008)
- Meet Bill (2008) (sin acreditar)
- Head Case (2009)
- Damages (2010)
- The Good Wife: Season 1 (2010)
- The Change Up (2011)
- Necessary Roughness (2011)
- Los tres chiflados (2012)
- Scary Movie 5 (2013)
- UnREAL (serie de televisión; 2015-2018)
- Kevin Can Wait (serie de televisión; 2017)
- Tin Star (serie de televisión; 2017)
- Blue Bloods (serie de televisión; 2018)
- The Blacklist (serie de televisión; 2022)
- Sexo/Vida (serie de televisión; 2022)
- Julia (serie de televisión; 2022)